# Felipe Kitadai
Felipe Eidji Kitadai (São Paulo, 28 de julio de 1989) es un deportista brasileño que compite en judo.
Participó en dos Juegos Olímpicos de Verano en los años 2012 y 2016, obteniendo una medalla de bronce en la edición de Londres 2012 en la categoría de –60 kg. En los Juegos Panamericanos consiguió dos medallas, en los años 2011 y 2015.. Ganó siete medallas en el Campeonato Panamericano de Judo entre los años 2010 y 2016.

## Carrera
Kitadai nació en São Paulo y fue miembro del Clube Atlético Barueri y Sogipa.

### 2009-2012
En 2009, Kitadai ganó una medalla de bronce en los Juegos Maccabiah de 2009 en Tel Aviv, Israel, superando Lindsey Durlacher.
En abril de 2010 ganó la medalla de plata en el Campeonato Panamericano de Judo celebrado en El Salvador.
Adquirió notoriedad en octubre de 2010, cuando se convirtió en medallista de oro en la categoría de hasta 60 kg en el Mundial de Roma, logrando en su carrera una victoria sobre el único tres veces campeón olímpico de la historia del judo, Tadahiro Nomura.
El deportista también tuvo otros logros significativos: ganó el oro en los Juegos de la Lusofonía de 2009 y el bronce en el Mundial de São Paulo de 2010.
En los Juegos Panamericanos de 2011, Kitadai obtuvo medalla de oro en la categoría de hasta 60 kg.

### Juegos Olímpicos de Londres 2012
En los Juegos Olímpicos de 2012, ganó la medalla de bronce en la categoría de hasta 60 kg, el día de su cumpleaños.

### 2013-2016
Al participar en el World Masters de 2013 (la segunda competición más importante del circuito después del Campeonato del Mundo), Kitadai ganó una medalla de bronce, repitiendo su actuación de los Juegos Olímpicos de 2012.
En el Grand Slam de Moscú de 2013, Kitadai llegó a la final y ganó la medalla de plata.
En el Grand Slam de Tyumen de 2014, Kitadai ganó otra medalla de plata.
En los Juegos Panamericanos de 2015, Kitadai obtuvo medalla de plata en la categoría de hasta 60 kg.
En el Campeonato Mundial de Judo de 2015, Kitadai tuvo su mejor aparición individual en el Campeonato Mundial, terminando en quinto lugar. Llegó a cuartos de final, donde fue derrotado por el número 2 del mundo, Ganbatyn Boldbaatar, de Mongolia. En la repesca, venció a Choi In-hyuk, de Corea del Sur, para avanzar al partido por la medalla de bronce. Y, en el partido que valió el podio, Kitadai perdió ante el japonés Toru Shishime.
En abril de 2016, Kitadai logró su sexto campeonato consecutivo en el Campeonato Panamericano de Judo. Ganó oro en Guadalaraja 2011, Montreal 2012, San José 2013, Guayaquil 2014, Edmonton 2015 y La Habana 2016.

### Juegos Olímpicos de Río 2016
Participó en los Juegos Olímpicos de Río de Janeiro 2016, derrotando a Walide Khyar y Tobias Englmaier antes de perder ante Orkhan Safarov. Cuando Safarov llegó a las semifinales, Kitadai entró en la repesca, donde tuvo que ganar dos peleas para poder ganar el bronce, pero perdió ante Diyorbek Urozboev en su primera pelea.

### 2016-2020
En el Grand Slam de Abu Dhabi de 2017, Kitadai ganó una medalla de plata. Llegó a la final y sólo perdió el oro porque sufrió shido tres veces. Era su primer podio después de estar mucho tiempo fuera recuperándose de una operación en el hombro derecho.
Kitadai obtuvo uno de sus mayores títulos individuales en mayo de 2019. Participando en el Grand Slam (el torneo que más puntos da en el ranking de judo después de los Juegos Olímpicos, el Mundial y el World Masters) en Bakú, obtuvo la medalla de oro. ganando cinco peleas.

## Retiro
En marzo de 2022, Kitadai anunció su retirada del judo y se convirtió en entrenador de la selección juvenil de Austria (Sub-21).
Entre enero de 2022 y septiembre de 2023 trabajó como entrenador nacional juvenil para la Asociación Austríaca de Judo.

## Palmarés internacional
| Juegos Olímpicos        | Juegos Olímpicos           | Juegos Olímpicos  | Juegos Olímpicos |
| Año                     | Lugar                      | Medalla           | Categoría        |
| ----------------------- | -------------------------- | ----------------- | ---------------- |
| 2012                    | Londres (Reino Unido)      | Medalla de bronce | –60 kg           |
| Campeonato Mundial      |                            |                   |                  |
| Año                     | Lugar                      | Medalla           | Categoría        |
| 2011                    | Paris (Francia)            | Medalla de plata  | Equipo masculino |
| Juegos Panamericanos    |                            |                   |                  |
| Año                     | Lugar                      | Medalla           | Categoría        |
| 2011                    | Guadalajara (México)       | Medalla de oro    | –60 kg           |
| 2015                    | Toronto (Canadá)           | Medalla de plata  | –60 kg           |
| Campeonato Panamericano |                            |                   |                  |
| Año                     | Lugar                      | Medalla           | Categoría        |
| 2010                    | San Salvador (El Salvador) | Medalla de plata  | –60 kg           |
| 2011                    | Guadalajara (México)       | Medalla de oro    | –60 kg           |
| 2012                    | Montreal (Canadá)          | Medalla de oro    | –60 kg           |
| 2013                    | San José (Costa Rica)      | Medalla de oro    | –60 kg           |
| 2014                    | Guayaquil (Ecuador)        | Medalla de oro    | –60 kg           |
| 2015                    | Edmonton (Canadá)          | Medalla de oro    | –60 kg           |
| 2016                    | La Habana (Cuba)           | Medalla de oro    | –60 kg           |